# James Foad
James Foad (født 20. marts 1987 i Southampton, England) er en britisk roer.
Foad vandt en bronzemedalje ved OL 2012 i London, som del af den britiske otter. Resten af bådens mandskab bestod af Constantine Louloudis, Alex Partridge, Tom Ransley, Richard Egington, Moe Sbihi, Greg Searle, Matt Langridge og styrmand Phelan Hill.
Foad vandt desuden en EM-guldmedalje i toer uden styrmand ved EM 2015 i Poznan og har desuden vundet hele fire VM-sølvmedaljer, to i otter og to i toer uden styrmand.

## OL-medaljer
- 2012:  Bronze i otter